# Couture-d'Argenson
Couture-d'Argenson és un municipi francès situat al departament de Deux-Sèvres i a la regió de la Nova Aquitània. L'any 2007 tenia 400 habitants.

## Demografia

### Població
El 2007 la població de fet de Couture-d'Argenson era de 400 persones. Hi havia 188 famílies de les quals 82 eren unipersonals (51 homes vivint sols i 31 dones vivint soles), 59 parelles sense fills, 39 parelles amb fills i 8 famílies monoparentals amb fills.
La població ha evolucionat segons el següent gràfic:
Habitants censats

### Habitatges
El 2007 hi havia 253 habitatges, 197 eren l'habitatge principal de la família, 25 eren segones residències i 31 estaven desocupats. 221 eren cases i 27 eren apartaments. Dels 197 habitatges principals, 127 estaven ocupats pels seus propietaris, 63 estaven llogats i ocupats pels llogaters i 7 estaven cedits a títol gratuït; 7 tenien una cambra, 24 en tenien dues, 23 en tenien tres, 42 en tenien quatre i 102 en tenien cinc o més. 136 habitatges disposaven pel capbaix d'una plaça de pàrquing. A 74 habitatges hi havia un automòbil i a 74 n'hi havia dos o més.

### Piràmide de població
La piràmide de població per edats i sexe el 2009 era:
| Homes | Edats   | Dones |
| ----- | ------- | ----- |
| 0     | 95 o +  | 0     |
| 0     | 90 a 94 | 0     |
| 8     | 85 a 89 | 0     |
| 8     | 80 a 84 | 4     |
| 4     | 75 a 79 | 16    |
| 24    | 70 a 74 | 12    |
| 20    | 65 a 69 | 20    |
| 16    | 60 a 64 | 12    |
| 8     | 55 a 59 | 8     |
| 20    | 50 a 54 | 12    |
| 8     | 45 a 49 | 0     |
| 24    | 40 a 44 | 12    |
| 16    | 35 a 39 | 12    |
| 12    | 30 a 34 | 12    |
| 4     | 25 a 29 | 0     |
| 4     | 20 a 24 | 4     |
| 8     | 15 a 19 | 4     |
| 4     | 10 a 14 | 20    |
| 4     | 5 a 9   | 12    |
| 8     | 0 a 4   | 16    |

## Economia
El 2007 la població en edat de treballar era de 223 persones, 144 eren actives i 79 eren inactives. De les 144 persones actives 128 estaven ocupades (69 homes i 59 dones) i 17 estaven aturades (7 homes i 10 dones). De les 79 persones inactives 29 estaven jubilades, 16 estaven estudiant i 34 estaven classificades com a «altres inactius».

### Ingressos
El 2009 a Couture-d'Argenson hi havia 181 unitats fiscals que integraven 396 persones, la mediana anual d'ingressos fiscals per persona era de 12.564,5 €.

### Activitats econòmiques
Dels 16 establiments que hi havia el 2007, 1 era d'una empresa alimentària, 5 d'empreses de construcció, 3 d'empreses de comerç i reparació d'automòbils, 1 d'una empresa de transport, 1 d'una empresa d'hostatgeria i restauració, 1 d'una empresa de serveis i 4 d'entitats de l'administració pública.
Dels 8 establiments de servei als particulars que hi havia el 2009, 2 eren tallers de reparació d'automòbils i de material agrícola, 1 fusteria, 3 lampisteries, 1 electricista i 1 restaurant.
L'únic establiment comercial que hi havia el 2009 era una fleca.
L'any 2000 a Couture-d'Argenson hi havia 25 explotacions agrícoles que ocupaven un total de 1.853 hectàrees.

## Equipaments sanitaris i escolars
L'únic equipament sanitari que hi havia el 2009 era una farmàcia.
El 2009 hi havia una escola elemental.

## Poblacions més properes
El següent diagrama mostra les poblacions més properes.